# Directeur de théâtre
Un directeur de théâtre est une personne qui dirige un théâtre.

## Directeurs de théâtre célèbres
- Philippe Faure
- Jean Lacornerie
- Claudia Stavisky